# Georg Koppmann

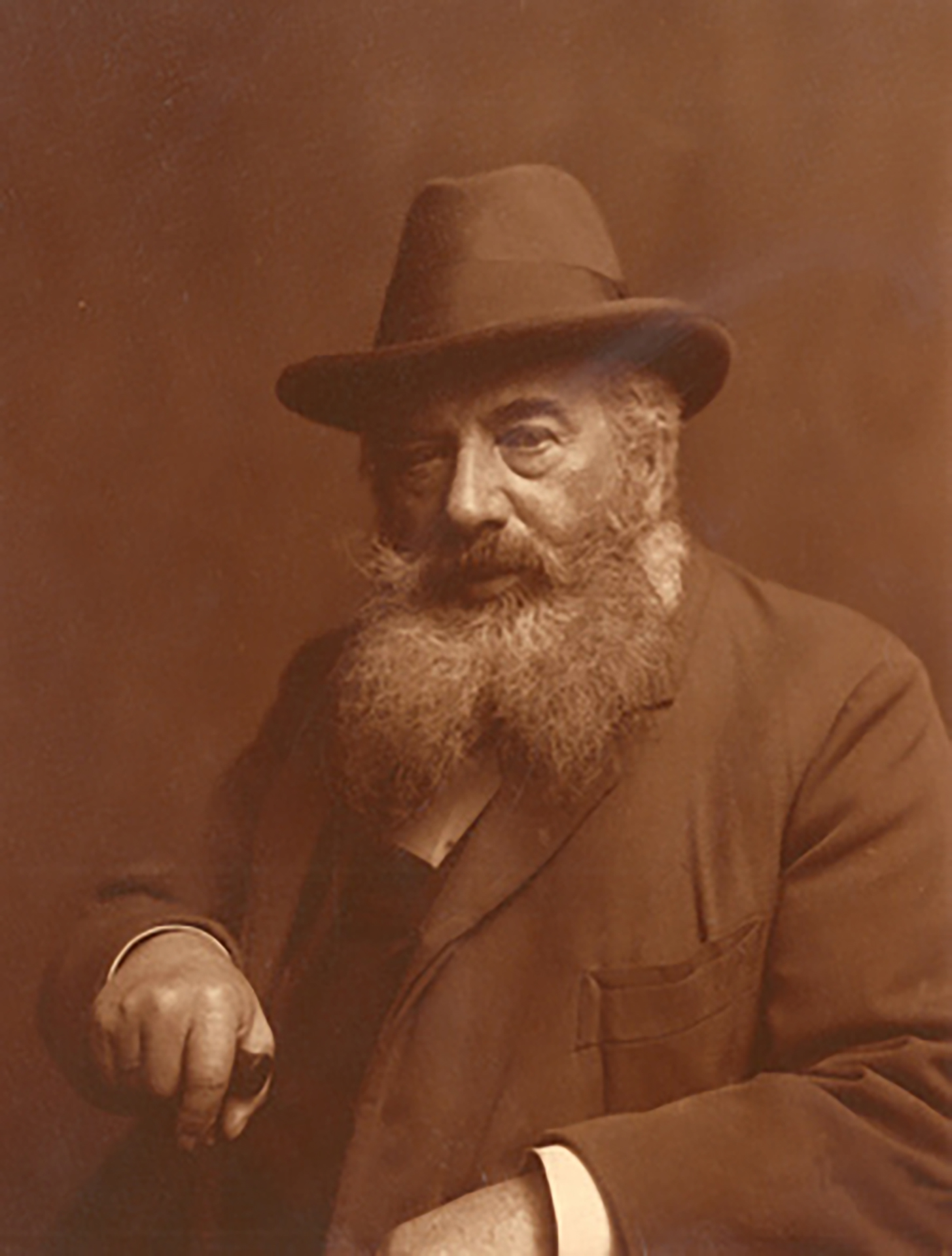
Georg Koppmann

Georg Adolph Emil Koppmann (* 15. Juli 1842 in Hamburg; † 4. Juli 1909 ebenda) war ein deutscher Berufsfotograf, der für seine Hamburger Stadtansichten bekannt ist.

## Leben

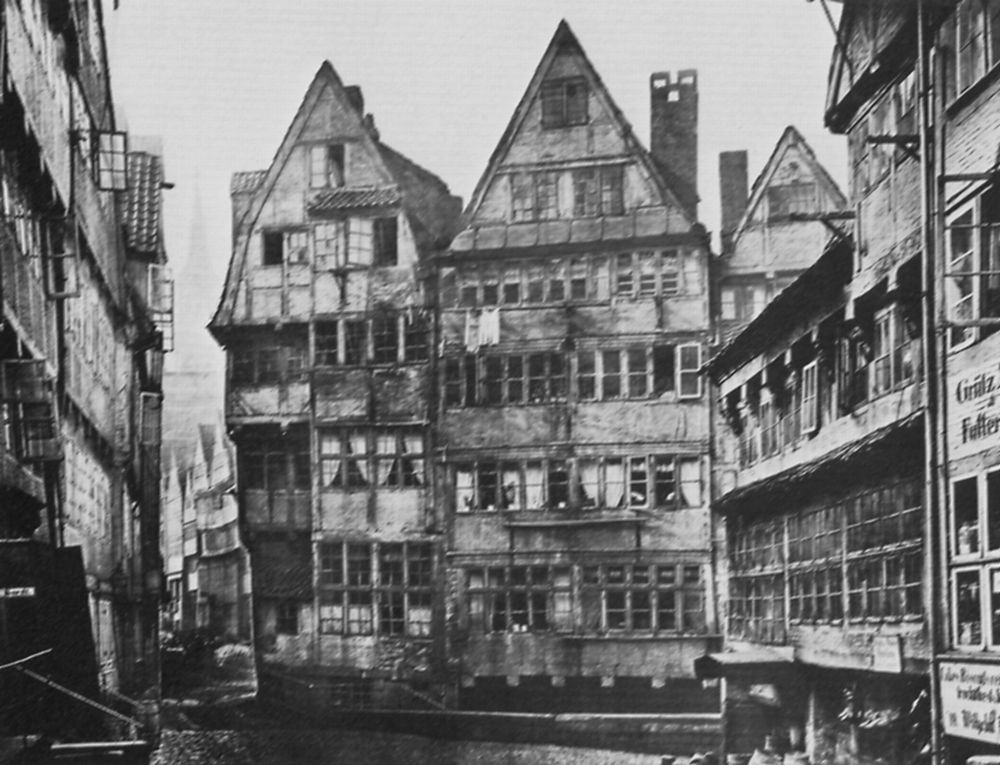
Höfe hinter der Lembkentwiete (1877)

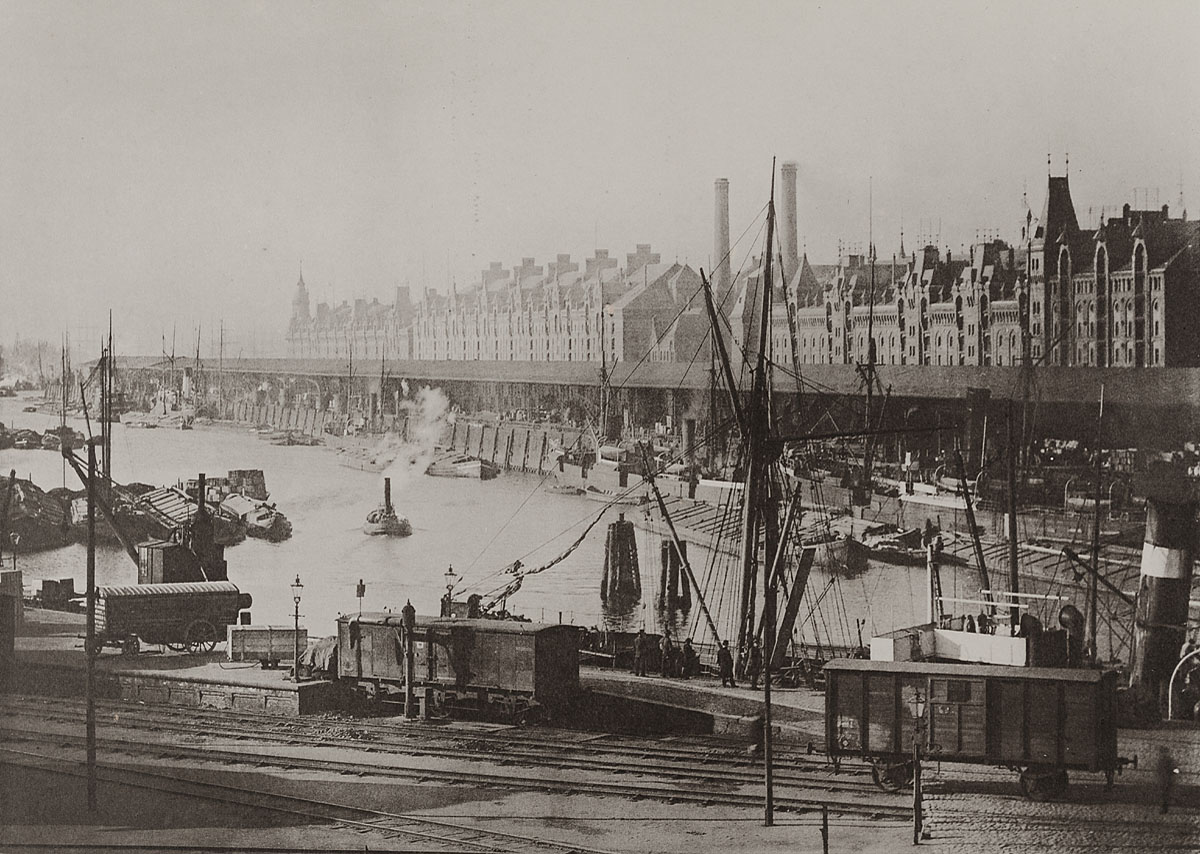
Sandtorhafen und Speicherstadt (um 1894)

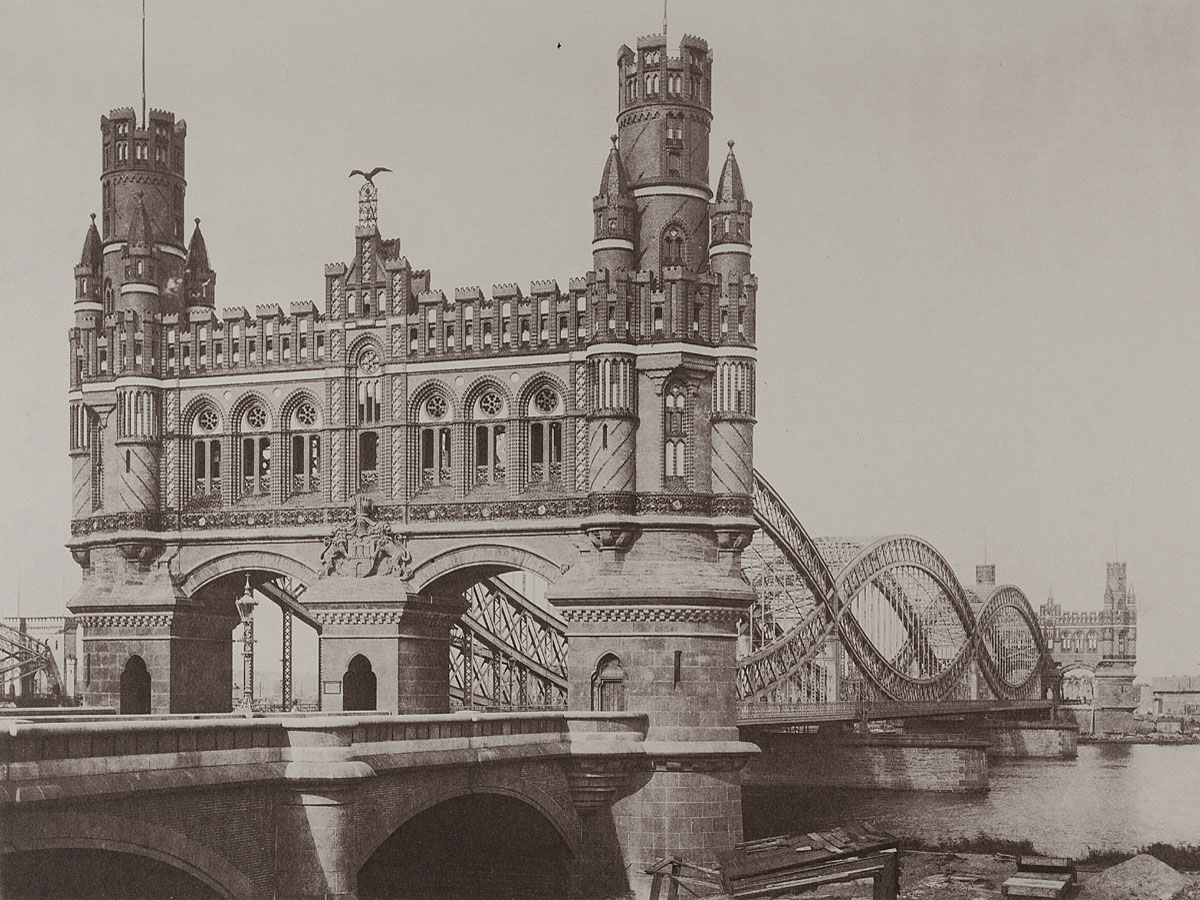
Neue Elbbrücke (1894)

Georg Koppmann betrieb sein fotografisches Gewerbe in Hamburg. Er bezog im Dezember 1865 das fotografische Atelier im Haus Neuer Wall 38, das von 1860 bis 1865 von dem Portraitmaler und Fotografen Carl von Wieland genutzt worden war. Die Zusammenarbeit mit Georg August Wilhelm Seiffarth begann am Anfang Januar und endete im April 1866.  Auf der Dritten Ausstellung für photographische Arbeiten im November/Dezember 1868 in Hamburg präsentierte Koppmann mehrere Aufnahmen der Nicolaikirche und von „landschaftlichen Partien“ aus Flottbek. Ab 1870 war Koppmanns Atelier für 25 Jahre im Haus Neuer Wall 5.
Als wegen des Ausbruchs des Deutsch-Französischen Kriegs im August 1870 Aufträge ausblieben, verließ er vorübergehend Hamburg und suchte auswärts Arbeit. Zu der Zeit hatte der Hildesheimer Senator Hermann Roemer auf seinen Reisen durch Deutschland beobachtet, dass es überall, insbesondere in Berlin, nicht jedoch in Hildesheim, großformatige Fotografien mit Stadtansichten zu kaufen gab. Im Schriftverkehr zwischen Roemer und dem Hildesheimer Verleger Gerstenberg setzte sich Roemer persönlich für Aufnahmen von Hildesheim ein. Einer der beiden Herren hatte dabei „wohl zufällig“ Georg Koppmann kennengelernt. Als Georg Koppmann gegen Ende 1870 in Braunschweig arbeitete, erhielt er so den Auftrag zur Herstellung einer Bildreihe über Hildesheim.
Der Verlag der Gebrüder Gerstenberg bot zu Weihnachten 1871 in einem Inserat insgesamt 20 Ansichten von Kirchen und Profanbauten an. „Ganz neue Originalaufnahmen […] von einer Trefflichkeit der Ausführung, wie auch nur annähernd Aehnliches bisher nicht vorhanden war“, konnten als Einzelaufnahme auf Karton erworben werden. Diese Fotografien knüpften an die bis dahin übliche Tradition an, Stahlstich- und Lithografie-Serien von Sehenswürdigkeiten als Kunstblätter und Reiseerinnerungen zu kaufen.
Koppmann stellte Landschafts- und Architekturaufnahmen und Alben mit Reproduktionen von Stahlstichen auf der Weltausstellung in Wien 1873 aus. Im Katalog gab er einen Umsatz für 1871 von 8.000 Talern an.
Vermutlich war Koppmann auch in Erfurt tätig, wie aus der Veröffentlichung eines Albums zu schließen ist. Auch in Köln muss er sich aufgehalten haben, denn der Architekt August Hartel gab 1886 ein Buch über alte und neuere Architekturen Kölns mit 28 Fotografien von Koppmann heraus.
1874 wurde Koppmann von der Hamburgischen Baudeputation beauftragt, die Häuser, Gebäude und deren Umgebung auf der „Kehrwieder-Wandrahm-Insel“ fotografisch zu dokumentieren. Dieses Gebiet war als Freihafengelände vorgesehen. Hier sollten Importgüter zollfrei gelagert, veredelt und verarbeitet werden können. Dazu hatte sich Hamburg dem Deutschen Zollverein 1881 angeschlossen. Koppmann verwendete daher später den Titel „Hamburg vor dem Zollanschluß“. Da mit dem Abriss der alten Häuser und Gebäude auch die Umsiedlung von nahezu 20 tsd. Menschen verbunden war, wurde von der Baudeputation beschönigend von „Niederlegung“ gesprochen, was Koppmann später in den Titeln von Mappenwerken übernahm. Zur Schaffung von Gebäuden mit ausreichender Lagerkapazität im Freihafengelände entstand ab 1885 die Speicherstadt.
Vermutlich erstmals im Januar 1880 zeigte Koppmann öffentlich seine Aufnahmen von Gebäuden, als er vor den Mitgliedern des Vereins für Hamburgische Geschichte „ältere Hamburger Ansichten“ vorstellte. Im September 1880 fand in Hamburg eine Generalversammlung aller deutschen Geschichts- und Altertumsvereine statt. Im Rahmen einer Ausstellung mit Hamburgensien u. a. mit Stadtansichten präsentierte Koppmann 80 Blätter, wobei es sich möglicherweise um Reproduktionen von Ansichten aus den Jahren 1558 bis 1856 handelte, die er Weihnachten 1886 als „Alt-Hamburg“ Mappe mit 100 Blättern verkaufte.  Kurz vor Weihnachten 1883 wurde die Mappe, die im Verlag W. Maucke Söhne erschien, zum Kauf angeboten. Genau ein Jahr später erschien die zweite Serie von 36 Aufnahmen im Dezember 1884. Der Autor eines kurzen Zeitungsartikels wies auf den Sammelcharakter als Hamburgensien hin. Da der Preis mit 140 Mark recht hoch war, wurde auch eine monatliche Lieferung als Abonnement angeboten. Zu wesentlich günstigeren Kosten, nämlich 12 Mark erschien zur selben Zeit „Hamburg vor dem Zollanschluß.“ Die Mappe enthielt Photographien im Cabinetformat. Im Sommer 1887 brachte der Verlag Otto Meissner ein „Album hamburgischer Ansichten“ heraus. Es enthielt 32 Aufnahmen im Format Großfolio. Der angegebene Preis von 30 Mark war günstig. Zu Weihnachten 1889 brachten G. Koppmann & Co, Strumper & Co und Carl Griese in einem gemeinsamen Verlag ein „Erinnerungswerk an die diesjährige Gewerbe-Ausstellung“ als Mappenwerk heraus. Zunächst wurden 10 Aufnahmen von Innenräumen und Garten angeboten, später kamen auch noch Außenaufnahmen dazu.
G. Koppmann & Co stellte die zahlreichen Aufnahmen, die er u. a. im Auftrage der Baudeputation von Hamburg gemacht hatte, unterschiedlich zusammen und bot sie zum Verkauf an: Zu Weihnachten 1886 bot er ein Mappe von 20 Aufnahmen im Cabinetformat aus der I.(=1883) und II.(=1884) Serie ohne Titel an. Aufgrund des gleichen Preises handelte es sich möglicherweise um eine Mappe, die zwei Jahre zuvor unter dem Namen „Hamburg vor dem Zollanschluß“ angeboten worden war. Im Sommer 1890 wurden mit zahlreichen Anzeigen seine „Hamburger Ansichten“ beworben, zu Weihnachten ein „Album-Hamburg“ mit 32 Aufnahmen, das der Verlag Otto Meissner aufgelegt hatte, und zu Weihnachten 1895 bedachte die Winterhuder Brauerei ihr Kunden mit einem Album „Alt- und Neu-Hamburg“.
Dem Anschein nach hatte Koppmann verschiedene Motive in höheren Stückzahlen aufgelegt, so dass im Februar 1885 Lagerbestände abgebaut werden mussten. Er zeigte daher den „Ausverkauf von Photographien“ an, wobei es sich um Ansichten von Braunschweig, Hildesheim, Kassel, Leipzig etc. handelte. Eine vergleichbare Aktion erfolgte auch Ende Januar 1887, wobei er u. a. „Mehrere tausend Blatt: „Hamburger Ansichten“ …“ anzeigte. Auch im März 1892 wurde Vergleichbares wiederholt, als er in mehreren Anzeigen „Photographien, Hamburger Ansichten und Architekturen von „Neu- und Alt-Cöln““ unter der Überschrift „Ausverkauf“ zu herabgesetzten Preisen anbot.
Die zahlreichen Verkäufe und mehrfachen Auflagen von Aufnahmen lassen sich mit dem Umstand erklären, dass Koppmann für seinen Auftrag für die Baudeputation kein Honorar erhalten oder vereinbart hatte. Auch die Baudeputation beteiligte sich kurzzeitig an der „Vermarktung“. Einem Zeitungsbericht zufolge war es dem Oberingenieur in der Bau-Deputation (Hamburg) Franz Andreas Meyer zu verdanken, einen festen Kreis von Abonnenten für eine Mappe mit 36 Aufnahmen der niederzulegenden Stadtteile zu gewinnen.
Ende April 1891 wurde G. Koppmann & Co von der Baupolizei beauftragt, Aufnahmen von der Brandruine des am Sandthorquai gelegenen Lagerhauses Nr. 28 zu machen. Ende Mai 1894 wurde der Kapitän W. Voß, der mit seinem Ballon „Excelsior“ Reisen unternahm, abgelichtet. Im Jahr 1900 beteiligte sich Koppmann mit 32 Aufnahmen an der Präsentation des Hamburger Friedhofs Ohlsdorf auf der Pariser Weltausstellung, wo Friedhofsdirektor Wilhelm Cordes und der Hamburger Senat mit einem Grand Prix ausgezeichnet wurden.
Am 1. Oktober 1890 wurde das 25-jährige Geschäftsjubiläum von G. Koppmann & Co gefeiert. Im Billhorner Röhrendamm 54 war ein Atelier für „Personenphotographien“ eingerichtet worden. Am 1. März 1894 wurde das Atelier am Neuen Wall verlassen und ein Ladengeschäft am Gänsemarkt 4 bezogen. Ab Mai 1897 wurde das Atelier in der Straße Hohe Bleichen 29 bezogen.
Koppmannsche Aufnahmen wurden vielfach auf Ansichtskarten vertrieben, u. a. durch die Hamburger Verlage Knackstedt & Näther sowie Strumper & Co.

## Verbleib
Die Negative der Hamburg-Aufnahmen sind zu Lebzeiten Gustav Koppmanns an des Museum für Hamburgische Geschichte gekommen. Das Museum verfügt heute über 3000 Motive, die als Originalabzug vorhanden sind. Das Staatsarchiv Hamburg verfügt über einen größeren Bestand an Aufnahmen, die Georg oder Gustav Koppmann zugeschrieben werden. Die fotografischen Sammlungen des Stadtmuseum München und des Museum Ludwig haben einzelne Mappenwerke.

## Familie
Im April 1867 heiratete Koppmann Sophie Josephine Christine Mager (1844–1925). Im September 1870 wurde der Sohn Gustav Carl August geboren und die Tochter Minna Alwine Henriette im April 1872.

### Gustav Koppmann
In der bisher veröffentlichten Literatur zum Atelier G. Koppmann & Co fehlt eine Würdigung der Tätigkeiten von Gustav Koppmann. Am 25. August 1894 hatte Gustav Koppmann für ein farbiges Positiv-Papier ein Patent angemeldet. 1907 wurde die Sachverständigenkammer für Werke der Photographie gegründet. Im selben Jahr wurde er vom Senat als Stellvertreter bestimmt. In der Photographischen Rundschau Nr. 46 aus dem Jahr 1909 veröffentlichte Gustav Koppmann einen Artikel unter der Überschrift „Pigmentgravüre“. Nach dem Tod seines Vaters im Juli 1909 ließen Gustav und seine Mutter Christine Koppmann die offene Handelsgesellschaft „G. Koppmann & Co“ zur Fortsetzung des Geschäftes im Januar 1910 ins Handelsregister eintragen. Ca. 700 Aufnahmen, die als Glasnegative oder Abzüge im Hamburger Staatsarchiv lagern, werden ihm zugeschrieben.
Im Frühjahr 1896 heiratete Gustav Koppmann Minna Sophia Maria Neumann. Gustav Koppmann, der sich als „Photo-Chemiker“ bezeichnete, verstarb am 5. Oktober 1948 in Hamburg.

### Karl Koppmann
Der Historiker Karl Koppmann war ein Vetter von Georg Koppmann. Dessen Schwester Cornelia Henriette Emilie war seit dem Frühjahr 1869 mit Johann Heinrich Traugott Wernecke verheiratet. Er war Anfang März 1871 als Teilhaber aus der G. Koppmann & Co ausgeschieden.

## Werk (Auswahl)
- Kirchen Hamburgs und Altonas, Mausoleum des Herrn Baron von Schröder, architektonische und landwirtschaftliche Aufnahmen vorgestellt auf einer Ausstellung 1869 in Altona.[47]
- Ansichten von Hildesheim, 20 Blatt, quart Folio, Gerstenbegrsche Buchhandlung, Hildesheim o. J. (1872).[48][49]
- Ansichten von Leipzig, 15 Blatt, quart Folio, in Kommission Pernitzsch & Klein, Leipzig o. J. (1873).[50]
- Album von Erfurt, 17 Blatt, quart Folio, Neumann, Erfurt o. J. (1873).[51][52]
- August Hartel (Hrsg.): Cöln in seinen alten und neueren Architekturen. Dorn & Merfeld, Leipzig 1886. (mit Original-Aufnahmen nach der Natur, 28 Tafeln)
- August Hartel (Hrsg.): Moderne Kirchenbauten. Dorn & Merfeld, Leipzig 1886. (10 Lichtdrucktafeln in Mappe)[53]

Mappenwerke
- Hamburg 1883. Aufnahmen aus dem niederzulegenden Stadttheil.  I. Serie, 36 Albuminabzüge auf Rückkarton, ca. 27,3 cm × 38,3 cm, W. Mauke Söhne, Hamburg, (Digitalisat, unterhalb des Bildes Titel und Datierung)
- Hamburg 1884. Ansichten aus dem niederzulegenden Stadttheil.  II. Serie, 36 Albuminabzüge auf Rückkarton, ca. 27,3 cm × 38,3 cm, W. Mauke Söhne, Hamburg, (Digitalisat Münchner-Stadtmuseum, Digitalisat Museum für Kunst und Gewerbe Hamburg)
- Hamburg vor dem Zollanschluss. Mappe mit 20 Photographien im Cabinetformat …[54]
- Hamburg-Album (aufgenommen und herausgegeben von G. Koppmann & Co., Photographen) 32 Bildtafeln, Verlag Otto Meissner, Hamburg 1887[55]
- Hamburg aus dem Freihafengebiet. (aufgenommen und herausgegeben von G. Koppmann & Co., Photographen) Hamburg 1888. (Digitalisat)
- Gewerbe- und Industrie-Ausstellung zu Hamburg 1889. (blindgeprägte, illustrierte, rote Oln-Mappe; in Kooperation mit Strumper und Griese), Koppmann, Strumper und Griese, Hamburg 1889, (ca. 20 Lichtdrucke ca. 22,5 × 28 cm (Höhe × Breite), Kartons 31,5 × 40,5 cm.)
- St. Michaelis Gedächtnis-Mappe. (Sammlung von Originalaufnahmen der Großen Michaeliskirche; hrsg. zur Erinnerung an die Brandkatastrophe vom 3. Juli 1906) 23 Original-Fotografien (Fotogröße ca. 22 cm × 18 cm, Kartongröße ca. 32 cm × 25 cm) Koppmann & Cie., Hamburg 1906.

## Auszeichnungen
- Bronzemedaille für Interieurs (Dritte Gruppe) auf der Ausstellung für photographische Arbeiten im November 1868 in Hamburg[56]
- Silbermedaille auf der Altonaer Ausstellung 1869,[57]
- Verdienst-Medaille für Architectur-Aufnahmen anlässlich der Weltausstellung 1873 in Wien (Abteilung Photographie)[58]
- Bronzemedaille (zweiter Preis) anlässlich der 10. Wanderversammlung des Deutschen Photographen-Vereins im August 1881 in Hamburg[59]
- Silberne Medaille in Section II, Photographie und Lichtdruck der Hamburgischen Gewerbe- und Indurstrie-Ausstellung 1889[60]
- Bronzemedaille und Ehrenpreis (in Form von Fachwerk oder Geld) auf der Norddeutschen Photographischen Ausstellung in Clubräumen des Feensaals, 1899 in Hamburg.[61]

In Erinnerung an den Fotografen und sein Werk vergibt die Hamburger Behörde für Stadtentwicklung und Wohnen in Kooperation mit der Stiftung Historische Museen Hamburg seit 2018 alljährlich den mit 8.000 € dotierten Georg-Koppmann-Preis für Hamburger Stadtfotografie.